# 1951 v letectví
Tento článek obsahuje seznam událostí souvisejících s letectvím, které proběhly roku 1951.

## Události
- V roce 1951 byla zrušena sovětská konstrukční kancelář OKB-3 Bratuchin, zabývající se vývojem vrtulníků.[1]
- Firmu Cierva Autogiro Company zabývající se konstrukcí vírníků a vrtulníků odkoupil britský podnik Saunders-Roe.[2]

### Květen
- 20. května – Kapitán James Jabra se stává prvním leteckým esem, které docílilo 5 vzdušných vítězství v souboji proudových letadel (v F-86 Sabre nad MiGy-15).

## První lety

### Leden
- 23. ledna – Douglas F4D Skyray

### Únor
- 12. února – Piaggio P.148, italský cvičný letoun
- 23. února – Dassault Mystére I

### Březen
- 12. března – Fairey Delta FD.1
- 15. března – Sud-Ouest SO.30R

### Duben
- 26. dubna – Lockheed X-7

### Květen
- 18. května – Vickers Valiant, prototyp WB210

### Červen
- 20. června – Bell X-5, první letoun s měnitelnou geometrií křídel
- 21. června – Handley Page HP.88

### Červenec
- 16. července – Iberavia I-11, EC-AFE
- 20. července – Hawker Hunter, prototyp WB188

### Srpen
- 5. srpna – HAL HT-2, první původní indický cvičný letoun
- 5. srpna – Supermarine Swift, WJ960
- 7. srpna – McDonnell F3H Demon
- 31. srpna – Supermarine Type 508, VX133

### Září
- 7. září – Auster B.4, G-AMKL
- 20. září – Grumman XF9F-6 Cougar
- 26. září – de Havilland Sea Vixen, WG326

### Říjen
- 17. října – RTV-A-1, první start sondážní rakety z rodiny raket Aerobee[3]

### Listopad
- 26. listopadu – Gloster Javelin, prototyp WD804

### Prosinec
- 10. prosince – Fiat G.80, první italský proudový letoun
- 10. prosince – Kaman K-225, první vrtulník poháněný turbohřídelovým motorem
- 12. prosince – de Havilland Canada DHC-3 Otter, prototyp CF-DYK-X
- 27. prosince – North American XFJ-2B Fury